# La steppa (film 1977)
La steppa (Step) è un film del 1977 diretto da Sergej Bondarčuk.